# Талова олія
Талова олія — побічний продукт виробництва целюлози.

## Склад і властивості
Темного забарвлення рідина з різким запахом. Складається в основному з вищих жирних і смоляних (каніфольних) кислот, причому вміст останніх може доходити до 60 %. Жирні кислоти представлені олеїновою, лінолевою, ліноленовою, пальмітиновою і стеариновою кислотами (більшу частину фракції складає лінолева кислота). Кислотне число коливається від 150 до 158. Приблизний склад талової олії, який може коливатися в невеликих межах в залежності від умов виробництва: жирні кислоти — 40 %, смоляні кислоти — 40, неомилювані домішки — 10, інші домішки — 10. При перегонці з водяною парою під вакуумом отримують достатньо чисті фракції смоляних кислот (каніфоль) і світло-жовту маслянисту рідину — дистильовану талову олію, яку використовують при виробництві господарського мила.

## Одержання
Талову олію отримують в результаті розкладання сульфатного мила кислотними реагентами. Талову олію-сирець, що виділяється при цьому, піддають ректифікації, в процесі якої можуть бути виділені окремі компоненти олії — нейтральні речовини, жирні і смоляні кислоти.
Талова олія — другорядний продукт при виробництві целюлози. Вихідний продукт для одержання Т.о. — сульфатне мило, яке складається з 50—60 % натрієвих солей жирних смоляних кислот, солей оксикислот, води і мінеральних компонентів. Отримують Т.о. у результаті розкладання сульфатного мила сірчаною кислотою. Талові олії при застосуванні як реагента-збирача попередньо омилюються лугами.

## Застосування
- Талова олія — флотаційний реагент-збирач. Належить до йоногенних, оксигідрильних.
- Талова олія і талове мило є добрими замінниками олеїнової кислоти як реагента-збирача при флотації і дуже ефективними збирачами для несульфідних мінералів і оксидів (напр., при флотації шеєліту, бариту, апатиту, залізних, марганцевих, олов'яних руд).